# Eurhadina wuyiana
Eurhadina wuyiana är en insektsart som beskrevs av Yang och Li 1991. Eurhadina wuyiana ingår i släktet Eurhadina och familjen dvärgstritar. Inga underarter finns listade i Catalogue of Life.